# Osman Digna
Osman Digna o Uthman Dikna (àrab: عثمان دقنة, ʿUṯmān Diqna) en realitat Uthman Ali o Osman Ali, de nom complet Uthman Ali ibn Abi Bakr Dikna al-Sawakini (1836 - 1926) fou un general i governador de Muhammad Ahmad al-Mahdi al Sudan. El malnom Dikna o Digna li fou donat per la seva barba (digna = ‘barba espessa’).

## Biografia

### Vida a Egipte
Osman Ali era, per part de mare, de la tribu hadanduwa (a vegades transcrit com hadendoa), de l'ètnia dels beges. Si bé el seu pare fou un comerciant d'origen kurd; no se sap on va néixer amb seguretat i es dubta entre Suakin o una altra població de la zona de la mar Roja. Es dedicava a vendre esclaus que portava a Alexandria (Egipte), fins que els anglesos el van forçar a posar final a la seva activitat. Llavors va prendre part a la revolta d'Ahmed Urabi, que va dur a la Guerra angloegípcia de 1882.

### Al servei del Mahdí de Sudan
Quan Urabi fou derrotat en la batalla de Tel el-Kebir, el 13 de setembre de 1882, va marxar al Sudan i es va posar a les ordres de Muhammad Ahmad al-Mahdi. Fou llavors quan va rebre el malnom de Digna.
Ahmad, autoproclamat mahdí del Sudan, estava en guerra contra el kedivat d'Egipte. En  el transcurs de l'anomenada Guerra del Mahdí, Digna va ser destinat a la regió de Kassala; la rivalitat entre els khatamiyya i els madjadhib li va valer l'aliança del xeic dels segons, al-Tahi al-Tayyib al-Madjdhub, que va incorporar els seus efectius a la rebel·lió de Mahdi. Tot seguit van assetjar Sinkat i Tukar (o Tokar). El febrer de 1884, tres mil homes foren enviats des de la ciutat de Suez a Suakin per anar en ajut d'aquestes guarnicions; comandats per Baker Pasha (Valentine Baker) amb diversos oficials europeus. Emperò, la infanteria estava formada per egipcis reclutats per servir només al servei civil, i quan van saber que havien de lluitar al Sudan molts van desertar i els que no ho van fer no estaven disposats a obeir ordes.
El 3 de febrer, Baker va traslladar els seus vaixells de Suakin a Trinkinat, al costat de Tokar i va establir un campament a la platja; l'endemà els egipcis no volien avançar en formació i van formar una massa confosa; es van aturar a El Teb quan foren atacats per mil mahdistes sota Osman Digna; els egipcis eren superiors en nombre i armament però es van desbandar sense disparar un tret i les forces de Digna van matar als oficials europeus que van voler resistir; Baker es va poder retirar amb 700 sobrevivents. Quan això es va saber, a guarnició de Sinkat va abandonar el lloc i va marxar a peu a Suakin sent morts pel camí; la de Tokar es va rendir sense disparar un tret. Però per ocupar Suakin, on hi havia oficials britànics en comandament, calien forces navals de les que Osman Digna no disposava.
Els britànics van enviar tropes des de l'Índia. El dia 21 de febrer el general Sir Gerald Graham va sortir cap a El Teb, via Trinkatat amb 4.500 homes, 22 canons i 6 metralladores. El 29 de febrer es van acostar a la posició de Digna, prop d'El Teb, que disposava d'algunes peces d'artilleria capturades a Tokar. Els britànics, molt superiors, van destruir aquesta artilleria; van continuar avançant i després de forta lluita van aconseguir prendre la posició. Des d'allà van avançar cap a Tokar, que van ocupar sense resistència. Això fou la segona batalla d'El Teb.
Graham, però, es va adonar que les forces de Digna seguien intactes i que tenia suport en la població local i el 10 de març es va iniciar una segona expedició també amb 4.500 homes, 22 canons i 6 metralladores com a l'anterior campanya. Digna disposava de 10.000 homes, la majoria beges hadanduwa, que els britànics anomenaven "Fuzzy Wuzzies". El dia 12 els britànics van arribar a les posicions de Digna i es va lliurar la batalla de Tamai o Tamanieh (13 de març de 1884). Després d'una lluita amb alternatives, els britànics es van imposar; a darrera hora el campament de Digna fou pres, però aquest va poder fugir.
Tot i aquestes derrotes, fou el general més competent dels que estaven al servei del mahdí. Les guarnicions egípcies del territori van ser eliminades per Digna: al-Kadarif va capitular l'abril del 1884 i Kassala el juliol de 1885 (després d'un llarg setge), i Kallabat i al-Djira, a la frontera amb Abissínia, foren evacuades. Els mahdistes van crear dos governs militars: un a Afafit, prop de Tukar o Tokar, i un altre a Kallabat (després traslladat a al-Kadarif). Digna fou l'únic governador provincial designat pel líder sudanès que va romandre al càrrec sota les ordres del successor del mahdí, Abdullahi (1885).

### Derrotes, empresonament i mort
Van esclatar dissensions entre Osman Digna i els seus partidaris beges i les forces militars dels caps àrabs. El gener de 1888 una expedició mahdista dirigida per Hamdan Abu Andja va entrar al Gondar (a Abissínia) on el negus Johannes IV va morir en la batalla de Kallabat (març) però la situació no va evolucionar posteriorment. El desembre de 1888 va ser derrotat pel general Francis Grenfell a Suakin, on va perdre un braç. Progressivament els britànics van passar al contraatac, i el febrer de 1891 van ocupar Afafit i Tokar expulsant a Osman Digna, posant fi a l'amenaça sobre Suakin. El juliol de 1894 els italians, amb l'acord dels britànics, va ocupar Kassala, ciutat que van restituir a Egipte el desembre de 1897.
Davant la pèrdua de la ciutat de Dongola el 1887 el khalifa Abdullahi va cridar a Mahmud Ahmad, el seu parent governador de Kordofan-Darfur, per acudir amb totes les seves forces. Ahmad tenia el seu quarter a al-Matamma que era territori dels djaaliyyun (ashraf), i els habitants van refusar abandonar la ciutat que el governador va haver d'ocupar per la força, però llavors va dubtar en avançar cap al nord a aturar als invasors que avançaven de manera regular al costat del riu. L'agost de 1897 els britànics entraven a Abu Hamad i el mateix mes el nus de camins de Berber va haver de ser evacuat pels mahdistes. Ahmad, davant de les desercions i la manca de provisions, es va veure forçat a avançar i les seves forces es van unir a les d'Osman Digna, i junts van presentar batalla sent derrotats a Atbara el 8 d'abril de 1898. Mahmud Ahmad fou fet presoner.
Els anglo-egipcis van continuar avançant i finalment van obtenir la decisiva victòria a Karari, generalment anomenada batalla d'Omdurman, el 2 de setembre de 1898. Abdullahi va fugir a Kordofan amb nombrosos seguidors, i va resistir un any. El darrer contingent mahdista de la regió oriental, a al-Kadarif, es va retirar dirigit per Ahmad Fadil i aquestes forces es van unir a les del califa Abdallahi poc temps després de la derrota a la batalla de Karari o Omdurman i van lluitar i morir a Umm Diwaykarat el 24 de novembre de 1899. El 19 de gener de 1900 Digna fou capturat prop de Tokar i enviat presoner a Rosetta (Egipte). Va estar 8 anys a la presó i després fou alliberat; va restar a Egipte fins a la seva mort el 1926 a Wadi Halfa.